# Zé Gentil
José Gentil Rosa, mais conhecido como Zé Gentil (Caxias, 18 de maio de 1940 — Teresina, 15 de junho de 2020) foi um político brasileiro filiado ao Republicanos.

## Carreira política
Ingressou na política em 1982, quando foi eleito vereador de Caxias. Em 1986, foi eleito deputado estadual e reeleito em 1990 e 1994. Em 2018 foi novamente eleito deputado estadual. 

## Morte
Morreu na capital piauiense vítima de COVID-19. Pai do prefeito de Caxias, Fábio Gentil.